# Старий Тештелім
Старий Тештелі́м (рос. Старый Тештелим, ерз. Сире Тяштельмя) — присілок у складі Єльниківського району Мордовії, Росія. Входить до складу Каньгушанського сільського поселення.
Населення — 85 осіб (2010; 114 у 2002).
Національний склад (станом на 2002 рік):
- мордва — 90 %